# Hieracium aristidens
Hieracium aristidens es una especie de planta con flor del género Hieracium, de la familia Asteraceae, orden Asterales.

## Distribución
Hieracium aristidens se distribuye por Escocia y la Isla de Skye.

## Taxonomía
Fue descrita científicamente por P. D. Sell. Fue publicada en Fl. Gr. Brit. Ireland 4: 539 (2006).